# Wahl zum neunten Landtag von Sachsen-Anhalt

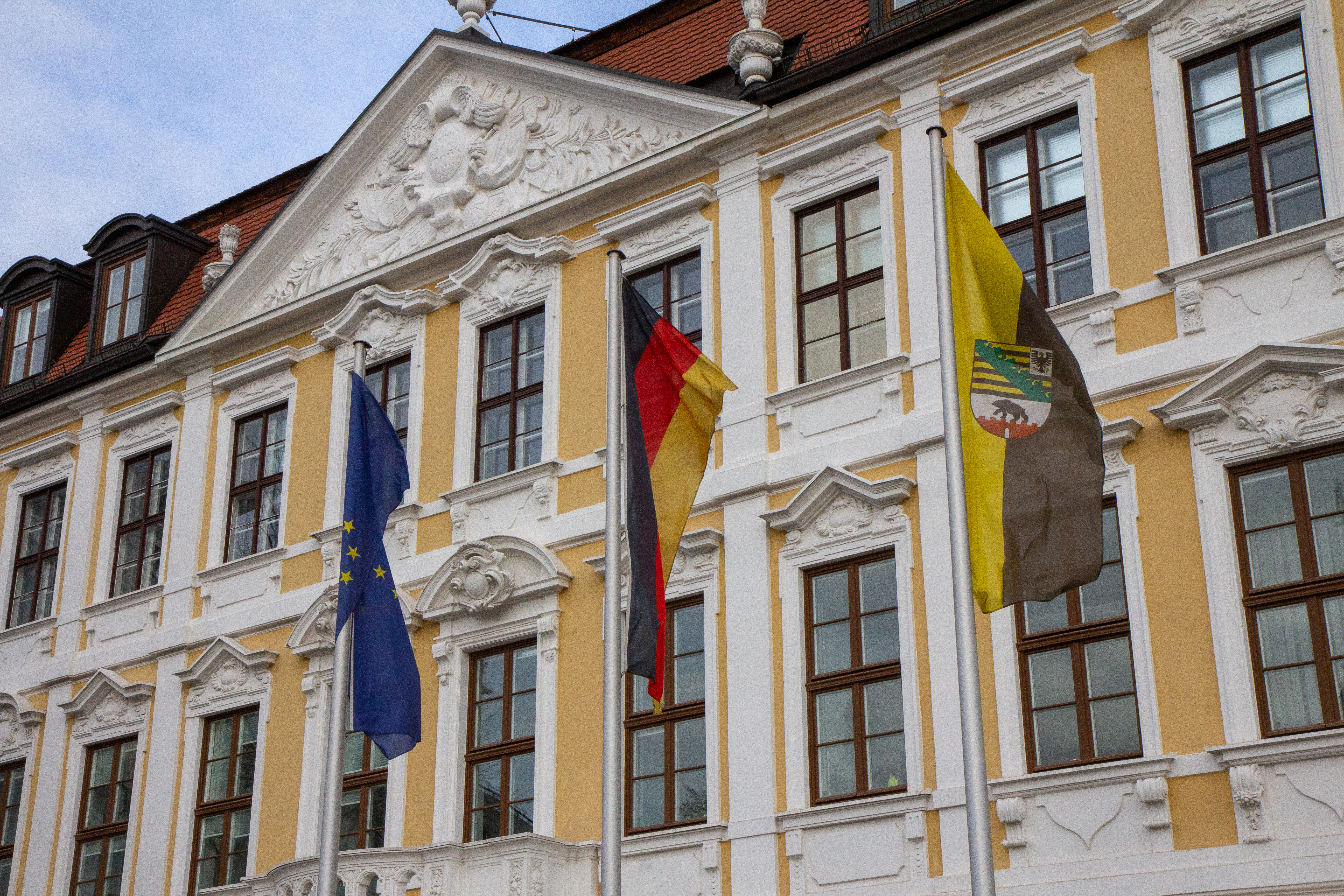
Das Gebäude des Landtags von Sachsen-Anhalt

Die Wahl zum neunten Landtag von Sachsen-Anhalt wird voraussichtlich am 6. September 2026 stattfinden.

## Organisation

### Wahltermin
Nach Artikel 43 der Landesverfassung findet die Landtagswahl frühestens im 58. und spätestens im 62. Monat nach Beginn der Wahlperiode statt, sofern es nicht zu einer vorzeitigen Beendigung der Wahlperiode kommt.
Die Wahlperiode des am 6. Juni 2021 gewählten Landtags begann mit seiner ersten Sitzung am 6. Juli 2021.
Als mögliche Wahltermine kamen deshalb zunächst alle Sonn- und Feiertage zwischen dem 10. Mai 2026 und dem 6. September 2026 in Frage. Im Mai 2025 beschloss der Landtag den 6. September 2026 als Termin.

### Wahlrecht
Der Landtag hat 83 Abgeordnete, diese Zahl kann sich aber durch Überhang- und Ausgleichsmandate erhöhen. Jeder Wähler hat zwei Stimmen: Mit der Erststimme wird in jedem der 41 Wahlkreise ein Abgeordneter gewählt. Mit der für die Sitzzuteilung im Landtag maßgeblichen Zweitstimme wird die Landesliste einer Partei gewählt. Die Sitze werden nach dem Hare/Niemeyer-Verfahren proportional unter den Parteien verteilt, die mindestens 5 % der Zweitstimmen erringen.

## Ausgangslage

### Vorherige Wahl 2021
Bei der Landtagswahl in Sachsen-Anhalt wurde die CDU erneut stärkste Partei. Die AfD verlor leicht, blieb aber zweitstärkste Kraft. Ein vor der Wahl prognostiziertes „Kopf-an-Kopf-Rennen“ zwischen CDU und AfD blieb aus; die CDU landete 16 Prozentpunkte vor der AfD.
Verluste verzeichnete auch Die Linke, die auf 11 Prozent kam. Die SPD büßte das schlechteste Ergebnis in Sachsen-Anhalt ein. Die FDP errang mit 6,4 Prozent nach zehn Jahren den Wiedereinzug in den Landtag. Die Grünen erreichten mit 5,9 Prozent erneut den Einzug ins Parlament.
Nach der Wahl bildeten CDU, SPD und FDP eine schwarz-rot-gelbe Koalition („Deutschland-Koalition“), obwohl eine „Große Koalition“ aus CDU und SPD auch eine Mehrheit gehabt hätte. Reiner Haseloff (CDU) wurde erneut zum Ministerpräsidenten und Chef der Landesregierung gewählt.
Im Parlament hat die Regierung mit 56 der 97 Sitze eine deutliche Mehrheit, gleichwohl erreichte Reiner Haseloff erst im zweiten Wahlgang eine Mehrheit der Stimmen.

### Bisher im Landtag vertretene Parteien
| Fraktion/Landesverband | Fraktion/Landesverband                      | Kurzbe- zeichnung | Sitze     | Sitze               |
| Fraktion/Landesverband | Fraktion/Landesverband                      | Kurzbe- zeichnung | Wahl 2021 | Stand 25. Feb. 2025 |
| ---------------------- | ------------------------------------------- | ----------------- | --------- | ------------------- |
|                        | Christlich-Demokratische Union Deutschlands | CDU               | 40        | 40                  |
|                        | Alternative für Deutschland                 | AfD               | 23        | 22                  |
|                        | Die Linke                                   | Linke             | 12        | 11                  |
|                        | Sozialdemokratische Partei Deutschlands     | SPD               | 09        | 09                  |
|                        | Freie Demokratische Partei                  | FDP               | 07        | 07                  |
|                        | Bündnis 90/Die Grünen                       | Grüne             | 06        | 06                  |
|                        | Fraktionslose                               | —                 | —         | 02                  |

## Parteien und Kandidaten

### Christlich Demokratische Union Deutschlands(CDU)
Ministerpräsident Reiner Haseloff verkündete am 7. August 2025, dass er nicht erneut als Spitzenkandidat antreten werde. Stattdessen soll der CDU-Landesvorsitzende und Wirtschaftsminister Sven Schulze die Partei in den Wahlkampf führen. Schulze ist seit 2021 Wirtschaftsminister Sachsen-Anhalts und seit 2018/19 Landeschef der CDU; zuvor war er kurzzeitig Mitglied des Europäischen Parlaments. Eine formale Bestätigung durch einen Landesparteitag steht aus, faktisch gilt Schulze als designierter CDU-Spitzenkandidat für 2026.

### Alternative für Deutschland(AfD)
Die AfD hat ihren Spitzenkandidaten offiziell gekürt. Auf einem Landesparteitag in Magdeburg am 23. Mai 2025 wählten die Delegierten den Landtagsabgeordneten Ulrich Siegmund mit 98,3 % der Stimmen zum Spitzenkandidaten für 2026. Siegmund ist seit 2016 Mitglied des Landtags und seit 2022 Co-Vorsitzender der AfD-Landtagsfraktion. Als Spitzenkandidat tritt Siegmund damit die Nachfolge von Oliver Kirchner an, der dies 2021 war. In ersten Reaktionen auf Haseloffs Rückzug karikiert Siegmund über den Generationenwechsel bei der CDU und bekräftigte den Anspruch der AfD, stärkste Kraft werden zu wollen. Die AfD wird vom Verfassungsschutz Sachsen-Anhalt als „gesichert rechtsextremistisch“ eingestuft.

### Die Linke(Linke)
Die Linke beabsichtigt erneut mit Eva von Angern als Spitzenkandidatin zur Landtagswahl 2026 anzutreten. Die Landesvorsitzenden Janina Böttger und Hendrik Lange schlugen sie am 17. Juni 2025 vor; die formale Bestätigung soll ein Parteitag im November bringen. Von Angern ist seit 2002 Mitglied des Landtags und führt seit 2020 die Linksfraktion. Sie war bereits 2021 Spitzenkandidatin, als die Linke mit 11,0 % ihr historisch schlechtestes Ergebnis erzielte und rund ein Drittel ihrer Stimmen verlor.

### Bündnis Sahra Wagenknecht(BSW)
Das BSW beabsichtigt 2026 erstmals bei einer Landtagswahl in Sachsen-Anhalt antreten. Offiziell gibt es keinen Spitzenkandidaten, gleichwohl gilt Landeschef Thomas Schulze als Favorit. Schulze ist Geschäftsführer der Landesaufnahmeeinrichtung (LAE) in Stendal und seit September 2024 Landesvorsitzender des BSW in Sachsen-Anhalt. Bei der Bundestagswahl im Februar 2025 erreichte das BSW in Sachsen-Anhalt 11,3 % und wurde drittstärkste Kraft und liegt in aktuellen Umfragen bei etwa 8 Prozent. Schulze kündigte für 2025 den Aufbau weiterer lokaler Strukturen und ein weiteres Mitgliederwachstum an; Sahra Wagenknecht selbst beabsichtigt den Wahlkampf zu unterstützen.

### Sozialdemokratische Partei Deutschlands(SPD)
Die SPD legte sich früh auf einen Spitzenkandidaten fest. Am 16. Juni 2025 nominierte der SPD-Landesvorstand einstimmig Armin Willingmann als Spitzenkandidaten. Willingmann ist seit November 2016 Minister für Wissenschaft, Energie, Klimaschutz und Umwelt des Landes Sachsen-Anhalt sowie stellvertretender Ministerpräsident des Landes. Er soll auf einem Landesparteitag am 6. September 2025 offiziell bestätigt werden. Willingmann gehört seit 2016 der Landesregierung an.

### Bündnis 90/Die Grünen(Grüne)
Bei den Grünen in Sachsen-Anhalt steht die offizielle Spitzenkandidatur aus. Die langjährige Fraktionsvorsitzende Cornelia Lüddemann kündigte an, 2026 nicht erneut als Spitzenkandidatin anzutreten.  Als aussichtsreichste Nachfolgerin gilt Susan Sziborra-Seidlitz, die im Mai 2025 zur neuen Landesvorsitzenden der Grünen gewählt wurde. Die Landtagsabgeordnete aus Quedlinburg erklärte Mitte März 2025 öffentlich ihre Bereitschaft, als Grünen-Spitzenkandidatin in den Wahlkampf zu ziehen. Sziborra-Seidlitz führte die Landespartei von 2016 bis 2021, bevor sie in den Landtag einzog. Eine Entscheidung über die Spitzenkandidatur wird voraussichtlich Ende 2025 fallen. Die Aufstellung der Landesliste ist für November 2025 geplant.

### Freie Demokratische Partei(FDP)
Die FDP hat ihre Spitzenkandidatur für 2026 nicht offiziell entschieden. Allgemein wird erwartet, dass erneut die Landesvorsitzende Lydia Hüskens die Liberalen in den Wahlkampf führen wird. Hüskens ist seit 2021 Ministerin für Infrastruktur und Digitales des Landes Sachsen-Anhalt und war 2021 Spitzenkandidatin bei der Landtagsgswahl. Anfang Juni 2025 erklärte sie ihre Bereitschaft zur Kandidatur.

## Umfragen

### Sonntagsfrage
| Institut          | Datum      | CDU    | AfD    | Linke  | SPD    | FDP   | Grüne | BSW    | Sonst. |
| ----------------- | ---------- | ------ | ------ | ------ | ------ | ----- | ----- | ------ | ------ |
| INSA              | 19.06.2025 | 34 %   | 30 %   | 11 %   | 7 %    | 2 %   | 3 %   | 8 %    | 5 %    |
| Bundestagswahl    | 23.02.2025 | 19,2 % | 37,1 % | 10,8 % | 11,0 % | 3,1 % | 4,4 % | 11,2 % | 3,2 %  |
| INSA              | 16.01.2025 | 32 %   | 31 %   | 4 %    | 8 %    | 4 %   | 3 %   | 14 %   | 4 %    |
| INSA              | 05.11.2024 | 32 %   | 30 %   | 3 %    | 7 %    | 4 %   | 3 %   | 16 %   | 5 %    |
| INSA              | 05.07.2024 | 29 %   | 29 %   | 4 %    | 8 %    | 4 %   | 4 %   | 16 %   | 6 %    |
| INSA              | 13.06.2024 | 31 %   | 30 %   | 5 %    | 7 %    | 4 %   | 4 %   | 13 %   | 6 %    |
| Europawahl        | 09.06.2024 | 22,8 % | 30,5 % | 4,8 %  | 8,7 %  | 2,5 % | 3,9 % | 15,0 % | 11,8 % |
| INSA              | 18.04.2024 | 32 %   | 29 %   | 5 %    | 8 %    | 4 %   | 5 %   | 10 %   | 7 %    |
| INSA              | 24.10.2023 | 32 %   | 33 %   | 9 %    | 8 %    | 4 %   | 5 %   | —      | 9 %    |
| INSA              | 27.06.2023 | 31 %   | 29 %   | 9 %    | 9 %    | 6 %   | 6 %   | —      | 10 %   |
| INSA              | 21.03.2023 | 35 %   | 26 %   | 11 %   | 8 %    | 6 %   | 7 %   | —      | 7 %    |
| Infratest dimap   | 24.02.2022 | 33 %   | 20 %   | 11 %   | 16 %   | 5 %   | 6 %   | —      | 9 %    |
| Bundestagswahl    | 26.09.2021 | 21,0 % | 19,6 % | 9,6 %  | 25,4 % | 9,5 % | 6,5 % | —      | 8,4 %  |
| Landtagswahl 2021 | 06.06.2021 | 37,1 % | 20,8 % | 11,0 % | 8,4 %  | 6,4 % | 5,9 % | —      | 10,4 % |

Verlauf der Umfragewerte seit 2022

Ergebnisse der Bundestags- und Europawahlen jeweils nur für Sachsen-Anhalt